# Пет Крамер
Пет Крамер (англ. Pat Cramer; нар. 21 березня 1947) — колишній південноафриканський тенісист.
Найвищу одиночну позицію світового рейтингу — 95 місце досяг 26 вересня 1973 року.
Здобув 3 парні титули.
Найвищим досягненням на турнірах Великого шолома був півфінал в змішаному парному розряді.

## Фінали за кар'єру

### Парний розряд (3–1)
| Результат | Ранг | Рік  | Турнір                | Покриття | Партнер          | Суперники                      | Рахунок       |
| --------- | ---- | ---- | --------------------- | -------- | ---------------- | ------------------------------ | ------------- |
| Перемога  | 1.   | 1973 | Бірмінгем, США        | Тверде   | Юрген Фассбендер | Кларк Гребнер Йон Ціріак       | 6–4, 7–5      |
| Перемога  | 2.   | 1974 | Philadelphia WCT, США | Килим    | Майк Естеп       | Жан-Батіст Шанфро Жорж Говен   | 6–1, 6–1      |
| Поразка   | 1.   | 1974 | Гемптон, США          | Килим    | Майк Естеп       | Желько Франулович Нікола Пилич | 6–4, 5–7, 1–6 |
| Перемога  | 3.   | 1976 | Луїсвілл, США         | Ґрунт    | Байрон Бертрам   | Стен Сміт Ерік ван Діллен      | 6–3, 6–4      |